# Lunga vita ai reali
Lunga vita ai reali (Long Live the Royals) è una miniserie televisiva animata statunitense del 2015, creata da Sean Szeles.
Ogni episodio segue un membro di una fittizia famiglia reale britannica durante l'annuale Festival della Lepre di Yule.
La serie è stata trasmessa per la prima volta negli Stati Uniti su Cartoon Network dal 30 novembre al 3 dicembre 2015, per un totale di 4 episodi ripartiti su una stagione. In Italia la serie è stata trasmessa su Cartoon Network dal 25 aprile 2017.

## Episodi
| nº | Titolo originale | Titolo italiano             | Prima TV USA     | Prima TV Italia |
| -- | ---------------- | --------------------------- | ---------------- | --------------- |
| 1  | Yule Scare       | La spaventosa lepre di Yule | 30 novembre 2015 | 25 aprile 2017  |
| 2  | Punk Show        | Concerto punk               | 1º dicembre 2015 |                 |
| 3  | Snore Much       | Troppo russare              | 2 dicembre 2015  |                 |
| 4  | The Feast        | Il banchetto                | 3 dicembre 2015  |                 |

## Personaggi e doppiatori

### Personaggi principali
- Re Rufus, voce originale di Jon Daly.
- Regina Eleanor, voce originale di Wendi McLendon-Covey.
- Rosalind, voce originale di Gillian Jacobs, italiana di Perla Liberatori.
- Peter, voce originale di Kieran Culkin, italiana di Daniele Raffaeli.
- Alex, voce originale di Nicki Rapp, italiana di Antonella Baldini.
- Allistair, voce originale di Horatio Sanz.
- Frederick, voce originale di Peter Serafinowicz, italiana di Gianluca Solombrino.

### Personaggi secondari
- Broly, voce originale di Fred Armisen, italiana di Gianluca Solombrino.